# Признак Ермакова
Признак Ермакова — признак сходимости числовых рядов с положительными членами, установленный Василием Ермаковым. Его специфика заключается в том, что он превосходит все прочие признаки своей «чувствительностью». Эта работа опубликована в статьях: «Общая теория сходимости рядов» («Математический Сборник», 1870 г. и «Bullet. des sciences mathém. et astronom.», 2-me série, t. III), «Новый признак сходимости и расходимости бесконечных знакопеременных рядов» («Университетские Известия университета св. Владимира» за 1872).

## Формулировка
Пусть для функции {\displaystyle f(x)} выполняется:
1. {\displaystyle f(x)>0\;\forall x} (функция принимает только положительные значения);
2. функция {\displaystyle f(x)} монотонно убывает при {\displaystyle x\geqslant 1}.

Тогда ряд {\displaystyle \sum _{n=1}^{\infty }f(n)} сходится, если при {\displaystyle x\geqslant x_{0}} выполняется неравенство:
{\displaystyle \varepsilon (x)={\frac {e^{x}\cdot f(e^{x})}{f(x)}}\leqslant \lambda },
где {\displaystyle \lambda <1}.
Если же {\displaystyle \varepsilon (x)\geqslant 1} при {\displaystyle x\geqslant x_{0}}, то ряд расходится.

1. Пусть выполняется неравенство:
{\displaystyle {\frac {e^{x}\cdot f(e^{x})}{f(x)}}\leqslant \lambda .}
Домножим обе части этого неравенства на {\displaystyle f(x)} и проинтегрируем, используя подстановку {\displaystyle t=e^{u}}:
{\displaystyle \int \limits _{e^{x_{0}}}^{e^{x}}f(t)\,dt=\int \limits _{x_{0}}^{x}f(e^{u})\cdot e^{u}\,du\leqslant \lambda \int \limits _{x_{0}}^{x}f(t)\,dt,}
отсюда
{\displaystyle (1-\lambda )\int \limits _{e^{x_{0}}}^{e^{x}}f(t)\,dt\leqslant \lambda \left(\int \limits _{x_{0}}^{x}f(t)\,dt-\int \limits _{e^{x_{0}}}^{e^{x}}f(t)\,dt\right)\leqslant \lambda \left(\int \limits _{x_{0}}^{e^{x_{0}}}f(t)\,dt-\int \limits _{x}^{e^{x}}f(t)\,dt\right)\leqslant \lambda \int \limits _{x_{0}}^{e^{x_{0}}}f(t)\,dt,}
так как {\displaystyle e^{x}>x}, вычитаемое в последних скобках положительно. Поэтому, разделив неравенство на {\displaystyle 1-\lambda }, получим:
{\displaystyle \int \limits _{e^{x_{0}}}^{e^{x}}f(t)\,dt\leqslant {\frac {\lambda }{(1-\lambda )}}\int \limits _{x_{0}}^{e^{x_{0}}}f(t)\,dt.}
Прибавив к обеим частям интеграл {\displaystyle \int \limits _{x_{0}}^{e^{x_{0}}}\,f(t)dt}, получим
{\displaystyle \int \limits _{x_{0}}^{e^{x}}f(t)\,dt\leqslant {\frac {1}{(1-\lambda )}}\int \limits _{x_{0}}^{e^{x_{0}}}f(t)\,dt=L.}
Учитывая, что {\displaystyle e^{x}>x}, при {\displaystyle x\geqslant x_{0}}
{\displaystyle \int \limits _{x_{0}}^{x}f(t)\,dt\leqslant L.}
Поскольку с возрастанием {\displaystyle x} и интеграл возрастает, то для него существует конечный предел при {\displaystyle x\to \infty }:
{\displaystyle \int \limits _{x_{0}}^{\infty }f(t)\,dt\leqslant L.}
Так как этот интеграл сходится, то согласно интегральному признаку Коши — Маклорена ряд {\displaystyle \sum _{n=1}^{\infty }f(n)} также сходится.
2. Пусть теперь имеет место неравенство:
{\displaystyle {\frac {e^{x}\cdot f(e^{x})}{f(x)}}\geqslant 1.}
Домножив обе части этого неравенства на {\displaystyle f(x)} и проинтегрировав, используя в левой части подстановку {\displaystyle t=e^{u}}, получим:
{\displaystyle \int \limits _{e^{x_{0}}}^{e^{x}}f(t)\,dt\geqslant \int \limits _{x_{0}}^{x}f(t)\,dt.}
Прибавим к обеим частям интеграл {\displaystyle \int \limits _{x}^{e^{x_{0}}}f(t)\,dt}:
{\displaystyle \int \limits _{x}^{e^{x}}f(t)\,dt\geqslant \int \limits _{x_{0}}^{e^{x_{0}}}f(t)\,dt=\gamma .}
Поскольку {\displaystyle x_{0}<e^{x_{0}}}, то {\displaystyle \gamma >0}. Определим теперь последовательность {\displaystyle \{x_{i}\}} следующим образом:
{\displaystyle x_{i}=e^{x_{i-1}},\;\;i=0,\;1,\;\ldots ,\;n,\;\ldots }
Используя эту последовательность последнее неравенство можно записать в виде:
{\displaystyle \int \limits _{x_{i-1}}^{x_{i}}f(t)\,dt\geqslant \gamma .}
Суммируем этот интеграл по {\displaystyle i=0,\;1,\;\ldots ,\;n}:
{\displaystyle \int \limits _{x_{0}}^{x_{n}}f(t)\,dt=\sum _{i=1}^{n}\int \limits _{x_{i-1}}^{x_{i}}f(t)\,dt\geqslant n\gamma ,}
то есть этот интеграл неограничен при {\displaystyle n\to \infty }. Поэтому:
{\displaystyle \int \limits _{x_{0}}^{\infty }f(t)\,dt=\lim _{x\to \infty }\int \limits _{x_{0}}^{x}f(t)\,dt=+\infty .}
Так как этот интеграл расходится, то согласно интегральному признаку Коши — Маклорена ряд {\displaystyle \sum _{n=1}^{\infty }f(n)} также расходится.
■

## Формулировка в предельной форме
Если существует предел:
{\displaystyle \varepsilon =\lim _{x\to \infty }\varepsilon (x),}
то при {\displaystyle \varepsilon <1} ряд сходится, а при {\displaystyle \varepsilon >1} — расходится.

## Обобщение[2]
Пусть для функции {\displaystyle f(x)} выполняется:
1. {\displaystyle f(x)>0\;\forall x} (функция принимает только положительные значения);
2. функция {\displaystyle f(x)} монотонно убывает при {\displaystyle x\geqslant 1}.

Возьмём некоторую функцию {\displaystyle \varphi (x)>x}, которая:
1. {\displaystyle \varphi (x)>0\;\forall x} (функция принимает только положительные значения);
2. монотонно возрастает;
3. имеет непрерывную переменную.

Тогда ряд {\displaystyle \sum _{n=1}^{\infty }f(n)} сходится, если выполняется неравенство:
{\displaystyle {\frac {\varphi (x)\cdot f(\varphi (x))}{f(x)}}\leqslant \lambda <1}.
Если же
{\displaystyle {\frac {\varphi (x)\cdot f(\varphi (x))}{f(x)}}\geqslant 1},
то ряд расходится.